# Karchowka (przystanek kolejowy)
Karchowka (ros. Карховка) – przystanek kolejowy w miejscowości Nowozybkow, w rejonie nowozybkowskim, w obwodzie briańskim, w Rosji. Położony jest na linii Nowozybkow - Klimowo.